# خورشیدگرفتگی ۱۹ آوریل ۲۰۰۴
خورشیدگرفتگی ۱۹ آوریل ۲۰۰۴ (به انگلیسی: Solar eclipse of April 19, 2004) یک خورشیدگرفتگی از نوع خورشیدگرفتگی جزئی است. این خورشیدگرفتگی در تاریخ ۱۹ آوریل ۲۰۰۴ میلادی (‎۳۱ فروردین ۱۳۸۳ خورشیدی) روی داد که زمان اوج آن، ساعت ۱۳:۳۵:۰۵ به‌وقت ساعت هماهنگ جهانی بوده‌است.